# Coupe de l'Outre-Mer 2012
La Coupe de l'Outre-Mer 2012 (en español: Copa de Ultramar 2012) fue la tercera y última edición de la Coupe de l'Outre-Mer, un torneo de fútbol que reunió a las selecciones de las colectividades de ultramar francesas. La competición tuvo lugar entre el 22 de septiembre de 2010 y el 29 de septiembre de 2012 en Île-de-France, Francia. El campeón fue Reunión por segunda vez al vencer a Martinica en la tanda de penaltis.

## Participantes
- Guadalupe
- Martinica
- Guayana Francesa
- Reunión
- Mayotte
- Nueva Caledonia
- San Pedro y Miquelón
- Tahití

### Selecciones que no participaron
- Wallis y Futuna
- San Martín
- San Bartolomé

## Fase de grupo
En esta fase a los equipos ganadores de un partido se le otorgaron 4 puntos por partido ganado, en caso de empate se acudió a la tanda de penaltis donde al ganador se le otorgó 2 puntos y al perdedor un 1 punto. Los primeros de cada grupo avanzaron a la final y los demás puestos jugaron una ronda de consolación.

### Grupo A
| Equipo               | Pts | PJ | PG | PE | PP | GF | GC | Dif |
| -------------------- | --- | -- | -- | -- | -- | -- | -- | --- |
| Reunión              | 12  | 3  | 3  | 0  | 0  | 14 | 1  | +13 |
| Guadalupe            | 6   | 3  | 1  | 1  | 1  | 18 | 4  | +14 |
| Guayana Francesa     | 3   | 3  | 1  | 0  | 2  | 13 | 7  | +6  |
| San Pedro y Miquelón | 0   | 3  | 0  | 0  | 3  | 1  | 34 | -33 |

| Fecha                    | Lugar               |                  |  | Resultado |  |                      |
| ------------------------ | ------------------- | ---------------- |  | --------- |  | -------------------- |
| 22 de septiembre de 2012 | Versailles          | Guadalupe        |  | 13:0      |  | San Pedro y Miquelón |
| 22 de septiembre de 2012 | Versailles          | Reunión          |  | 2:0       |  | Guayana Francesa     |
| 24 de septiembre de 2012 | Saint-Ouen          | Reunión          |  | 10:0      |  | San Pedro y Miquelón |
| 22 de septiembre de 2012 | Saint-Ouen          | Guadalupe        |  | 4:2       |  | Guayana Francesa     |
| 26 de septiembre de 2012 | Franconville        | Reunión          |  | 2:1       |  | Guadalupe            |
| 26 de septiembre de 2012 | Saint-Ouen-l'Aumône | Guayana Francesa |  | 11:1      |  | San Pedro y Miquelón |

### Grupo B
| Equipo          | Pts | PJ | PG | PE | PP | GF | GC | Dif |
| --------------- | --- | -- | -- | -- | -- | -- | -- | --- |
| Martinica       | 8   | 3  | 2  | 0  | 1  | 7  | 3  | +4  |
| Mayotte         | 6   | 3  | 1  | 1  | 1  | 5  | 4  | +1  |
| Tahití          | 4   | 3  | 0  | 2  | 1  | 5  | 5  | 0   |
| Nueva Caledonia | 0   | 3  | 0  | 2  | 1  | 0  | 5  | -5  |

| Fecha                    | Lugar               |           |  | Resultado |  |                 |
| ------------------------ | ------------------- | --------- |  | --------- |  | --------------- |
| 22 de septiembre de 2012 | Issy-les-Moulineaux | Mayotte   |  | 3:1       |  | Tahití          |
| 22 de septiembre de 2012 | Issy-les-Moulineaux | Martinica |  | 2:0       |  | Nueva Caledonia |
| 24 de septiembre de 2012 | Corbeil-Essonnes    | Mayotte   |  | 2:0       |  | Nueva Caledonia |
| 24 de septiembre de 2012 | Corbeil-Essonnes    | Tahití    |  | 3:2       |  | Martinica       |
| 26 de septiembre de 2012 | Franconville        | Tahití    |  | 1:0       |  | Nueva Caledonia |
| 26 de septiembre de 2012 | Saint-Ouen-l'Aumône | Martinica |  | 3:0       |  | Mayotte         |

## Fase final

### Séptimo Lugar
| Fecha                    | Lugar                      |                 |  | Resultado |  |                      |
| ------------------------ | -------------------------- | --------------- |  | --------- |  | -------------------- |
| 28 de septiembre de 2012 | Clairefontaine-en-Yvelines | Nueva Caledonia |  | 16:1      |  | San Pedro y Miquelón |

### Quinto lugar
| Fecha                    | Lugar                      |                  |  | Resultado |  |        |
| ------------------------ | -------------------------- | ---------------- |  | --------- |  | ------ |
| 28 de septiembre de 2012 | Clairefontaine-en-Yvelines | Guayana Francesa |  | 2:1       |  | Tahití |

### Tercer Lugar
| Fecha                    | Lugar         |           |  | Resultado |  |         |
| ------------------------ | ------------- | --------- |  | --------- |  | ------- |
| 29 de septiembre de 2012 | Saint-Gratien | Guadalupe |  | 1:0       |  | Mayotte |

### Final
| Fecha                    | Lugar         |         |  | Resultado      |  |           |
| ------------------------ | ------------- | ------- |  | -------------- |  | --------- |
| 29 de septiembre de 2012 | Saint-Gratien | Reunión |  | 2:2 (10:9 pen) |  | Martinica |

### Campeón
| Coupe de l'Outre-Mer 2012 |
| ------------------------- |
| Bandera de Reunión        |
| Reunión 2º Título         |

## Goleadores
7 goles
- Jean-Michel Fontaine

5 goles
- Gary Pigrée
- Vladimir Pascal
- Chamsidine Attoumani

4 goles
- Dominique Mocka

3 goles
- Stéphan Clet
- Samuel Zénon
- Jacques Haeko
- Kévin Parsemain

2 goles
- Cléberson Martins dos Santos
- Teddy Bacoul
- Ludovic Gotin
- Steeve Gustan
- Kévin Tresfield
- Bertrand Kaï
- Roy Kayara
- Luther Whanyamalla
- Christopher Achelous
- Éric Farro
- Mohamed El Madaghri
- Jonathan Tehau

1 gol
- Serge Lespérance
- André Pikiento
- Françoi Sampain
- Samuel Sophie
- Joffrey Torvic
- Mathias Babel
- Michel Lafortune
- Jean-Luc Lambourde
- Stéphane Abaul
- Jordy Delem
- Emile Béaruné
- Georges Béaruné
- Iamel Kabeu
- Dick Kauma
- Yoann Mercier
- Cédric Moagou
- Christopher Pythie
- Mickaël Vallant
- Xavier Delamaire
- Kevin Mathiaud
- Stanley Atani
- Steevy Chong Hue
- Roihau Degage
- Nicolas Vallar